# 海鷗航空 (古巴)
海鷗航空（西班牙語：Aerogaviota）是一家古巴哈瓦那的航空公司。航點除了國內線還有至牙買加的航班，基地位於哈瓦那的何塞·馬蒂國際機場。由古巴軍方投資成立並於1994年開始由古巴政府管理，現由古巴民航公司（Corporación de la Aviación Civil S.A of Cuba，簡稱：CACSA）運營。

## 航點

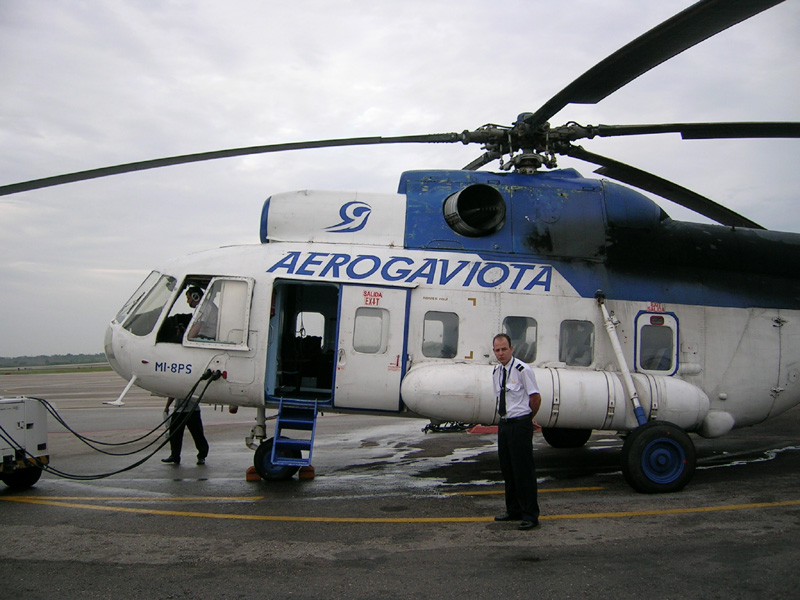
海鷗航空所屬米-8PS

- 國內線：巴拉科阿、國王花園群島機場（英语：Jardines del Rey Airport科科島）、哈瓦那、弗蘭克帕里斯機場（英语：Frank País Airport奧爾金）、聖地亞哥古巴

- 國際線：牙買加京斯敦、牙買加蒙特哥貝（英语：Sangster International Airport）

## 機隊
- 曾使用過的機型

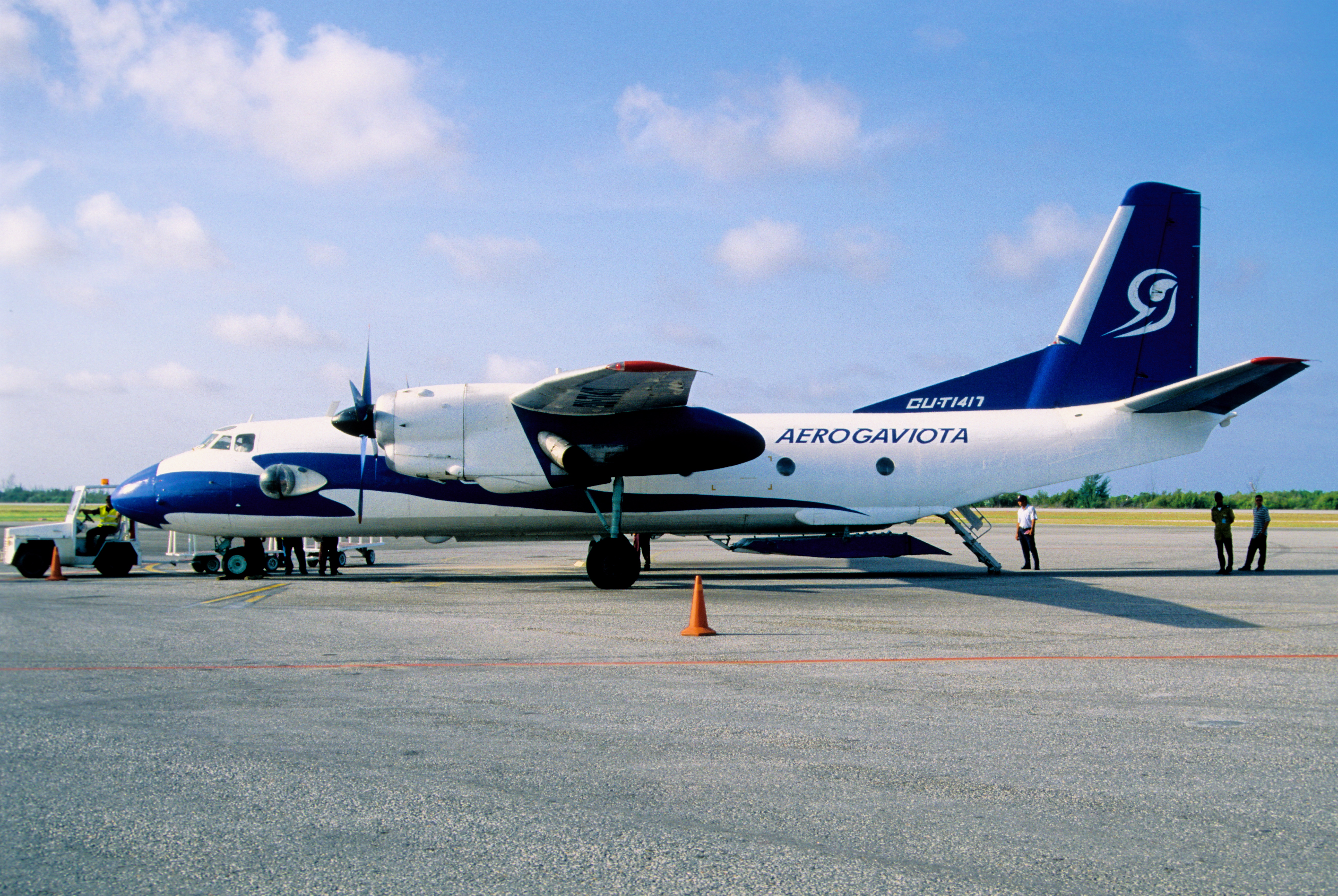
2017年4月失事的安托諾夫安-26客機。2004年攝於阿庫尼亞機場

  - 安-26客機（國籍標誌及登記號碼：CU-T1406）
  - ATR-42 300/300F型客機（國籍標誌及登記號碼：CU-T1451、CU-T14512、CU-T14513）

## 飛安事件
- 2017年4月29日， 一架安-26運輸機（國籍及登記號碼：CU-T1406（英语：2017 Aerogaviota Antonov An-26 crash））執飛由哈瓦那近郊古斯塔沃·里佐機場起飛的軍方包機。墜毀在古巴西部阿爾特米薩省的山區，最早傳出機上有39名人員，之後古巴官方證實機上只有搭載8名機組員，且已全數罹難[2][3]。

## 註解
1. ↑  . AIRFLEETS.net.   [2019-12-02]. （原始内容存档于2019-10-08） （英语）.
2. ↑  . ETtoday新聞雲. 2017-04-30  [2019-12-02]. （原始内容存档于2019-10-07） （中文（臺灣））.
3. ↑  . Russia Today. 2017-04-29  [2019-12-02]. （原始内容存档于2020-11-11） （英语）.

## 外部連結
- Aerogaviota （页面存档备份，存于） （西班牙文）
- Aerogaviota Fleet